# Green Acres (Fernsehserie)
Green Acres (deutsch Grüner Acker) ist eine US-amerikanische Fernsehserie und ein Ableger  der Sitcom Petticoat Junction. Sie wurde zwischen 1965 und 1971 von Filmways für CBS produziert und von MGM Television vertrieben.

## Handlung
Green Acres handelt von Oliver Wendell Douglas, einem prominenten und wohlhabenden Anwalt aus New York City, der sich seinen Traum erfüllt, Landwirt zu werden, und von Lisa Douglas, seiner glamourösen ungarischen Ehefrau, die unfreiwillig aus ihrer Penthouse-Wohnung in Manhattan auf eine stillgelegte Farm in Hooterville ziehen soll, die Oliver zum Unglauben der umliegenden Landwirte gekauft hat.

## Hintergrund
Die Fernsehserie teilt sich ein Serienuniversum mit Petticoat Junction und The Beverly Hillbillies, die alle von Paul Henning produziert wurden. Sie teilen sich Städte wie Hooterville, Pixley, Crabwell Corners und Stankwell Falls sowie Figuren wie Joe Carson, Fred und Doris Ziffel, Sam Drucker, Newt Kiley und Floyd Smoot.
Obwohl viele Folgen von Green Acres dem Sitcom-Schema der 1960er Jahre folgten, entwickelte die Serie über die Zeit eine eigene Form von Surrealismus und Satire. Die Autoren entwickelten eine Reihe von Running Gags und visuellen Gags; beispielsweise ahnen die Charaktere (bis auf den Hauptcharakter Oliver), dass sie von Zuschauern beobachtet werden, und fragen sich, woher unter anderem die Hintergrundmusik kommt, während Oliver in einem seiner häufigen Monologe über den „amerikanischen Traum“ philosophiert.
Die erste Folge der Serie wurde im Stil einer Mockumentary konzipiert und begleitet die Protagonisten bei ihrer Entscheidung, in eine ländliche Gegend zu ziehen; moderiert wurde die Folge vom ehemaligen ABC-Nachrichtensprecher John Charles Daly, der auch der Moderator der CBS-Spielshow What’s My Line war. Einige Wochen nach der Premiere von Green Acres revanchierten sich die Hauptdarsteller Eddie Albert und Eva Gabor, indem sie in What’s My Line als „Mystery“-Gäste auftraten und sich so öffentlich bei Daly dafür bedankten, dass er sie beim Serienstart unterstützt hatte.
Das Hauptthema, das von Vic Mizzy komponiert wurde, wurde von den Hauptdarstellern der Serie selbst eingesungen.
Ursprung im Radio
Auch wenn Green Acres ein Ableger (englisch spin-off) von Petticoat Junction ist, basiert die Sitcom lose auf dem bereits zwischen dem 3. Juli und 21. August 1950 ausgestrahlten, achtteiligen Comedy-Radioformat Granby’s Green Acres von Jay Sommers auf CBS, der sowohl das Drehbuch schrieb, die Sendung produzierte und Regie führte.
In der Radiosendung wurden die Hauptfiguren von Bea Benaderet und Gale Gordon gesprochen, die unter einem anderen Nachnamen bereits in My Favorite Husband mit Lucille Ball zu sehen waren – einem Vorläufer der Sitcom I Love Lucy.
Fernsehadaption
Nach dem Erfolg der Beverly Hillbillies und von Petticoat Junction bot CBS Paul Henning einen weiteren halbstündigen Sendeplatz an, ohne eine Pilotfolge zu verlangen. Dieser wiederum ermutigte Jay Sommers, eine Serie für diesen Sendeplatz zu entwickeln: Sommers schrieb und produzierte später etwa ein Drittel aller Folgen. Produktionstitel der Fernseh-Sitcom waren Country Cousins und The Eddie Albert Show; viele Serien zu dieser Zeit waren nach dem Hauptdarsteller benannt.
Crossover mit The Beverly Hillbillies
In der Folge The Beverly Hillbillies vom März 1967 (Staffel 2, Folge 23) führt das Hooterville-Theater ein Stück als Hommage an die „berühmte Fernsehserie The Beverly Hillbillies“ auf, in dem Oliver Jethro spielt und Lisa die Rolle der Granny Clampett.
Ab 1968 wurden in The Beverly Hillbillies Folgen ausgestrahlt, in denen die Clampetts in Hooterville ihre entfernten Cousins, die Familie Bradley, besuchten: Damit wurde die Welt aller drei Serien zusammengeführt. The Thanksgiving Story enthält einen Sekundenbruchteil lang eine Einblendung von Eddie Albert und Eva Gabor am Esstisch mit den Darstellern aller drei Serien. Es gibt eine Nebenhandlung, in der sich Eb Dawson in Elly May Clampett verliebt, die in der folgenden Folge The Courtship of Homer Noodleman fortgesetzt wird. In Christmas in Hooterville kehren die Clampetts in das Shady Rest Hotel zurück, wo Eb immer noch für die zögerliche Elly May schwärmt.
Absetzung
Im Fernsehjahr 1970 und 1971, während der sechsten Staffel der Serie, belegte Green Acres den 34. Platz von 96 Sendungen. Trotz respektabler Einschaltquoten und des vorhandenen Sendeplatzes stellte der Sender die Serie im Frühjahr 1971 nach insgesamt 170 Episoden ein.
CBS und andere Fernsehsender standen zu dieser Zeit unter wachsendem Druck von Werbekunden, die forderten, Sendungen mit mehr städtisch angesiedelten Schwerpunkten in das Fernsehprogramm aufzunehmen. Um Platz für diese Sendungen zu schaffen, wurden fast alle Sendungen mit ländlichen Motiven abgesetzt, was später als „ländliche Säuberung“ bzw. „Flurbereinigung“ (engl. rural purge) im US-amerikanischen Fernsehen bekannt wurde. Pat Buttram sagte später in einem Interview: „CBS setzte alles ab, was einen Baum hatte – einschließlich Lassie.“
Infolge der plötzlichen Absetzung gab es kein Serienfinale. Die letzten beiden Folgen von Green Acres waren als Pilotfilme für zwei Ableger-Serien geplant, die allerdings nie in Produktion gingen, da kein Sender Interesse zeigte.
In der vorletzten Folge der sechsten Staffel, Hawaiian Honeymoon, machen Oliver und Lisa eine Reise nach Hawaii; die Folge handelt primär vom Hotelbesitzer Bob Carter (Don Porter) und seiner Tochter Pam (Pamela Franklin), weshalb der vorgeschlagene Titel für die neue Serie einfach Pam lautete. In der letzten Folge von Green Acres steht Olivers frühere blonde Sekretärin Carol Rush (Elaine Joyce) aus Manhattan im Mittelpunkt; daher wurde vorgeschlagen, die Serie Carol bzw. The Blonde zu nennen.
Geplante Neuauflage und Bühnenstück
Am 19. November 2007 gab der Regisseur der Originalserie, Richard L. Bare, bekannt, dass er an einer Neuauflage von Green Acres arbeitet, deren Produktion mit Phillip Goldfine und Hollywood Media Bridge geplant war. Variety gab zudem am 22. Juli 2012 bekannt, dass ein Broadway-Musical in Entwicklung sei, dessen erste Vorlage ebenfalls von Bare geschrieben wurde; es wurde allerdings kein Komponist, Texter oder Regisseur verpflichtet. Bare starb im Jahr 2015.
Mit dem Tod von Tom Lester am 20. April 2020 sind alle Haupt- und Nebendarsteller der Originalbesetzung verstorben.

## Figuren

### Hauptfiguren
Oliver und Lisa werden beide als „Fische auf dem Trockenen“ dargestellt. Oliver, der den Umzug von Manhattan nach Hooterville gegen Lisas Einwände initiiert hatte, ist typischerweise verständnislos und ungeduldig. Lisa ist dagegen ein „natürlicher Hohlkopf“, fügt sich in die Unlogik ihrer Nachbarn ein und passt sich schnell an ihre schrullige, unkonventionelle Umgebung an. Oliver bemüht sich zwar, sich anzupassen, kann die surrealen Situationen, mit denen er konfrontiert wird, aber oft nicht begreifen.
Oliver Wendell Douglas
Benannt nach Oliver Wendell Holmes, Jr., trifft Oliver die Entscheidung, seine erfolgreiche Anwaltskanzlei in New York City aufzugeben und sich seinen Lebenstraum zu verfolgen, Landwirt zu werden, obwohl er keinerlei praktische Kenntnisse oder Erfahrungen hat. Er verrichtet die Arbeit auf der Farm beispielsweise in einem dreiteiligen Anzug, was in der Folge The Hooterville Image die Bewohner veranlasst, Oliver aufzufordern, künftig Overalls zu tragen, da er das Image der Stadt ruiniert. Er fährt ein Lincoln Continental Cabriolet, was einen starken Kontrast zu den verfallenen Oldtimern der sonstigen Bewohner darstellt; in späteren Staffeln wurde der Lincoln durch ein Mercury Marquis Cabrio ersetzt.
Ein Großteil des Humors der Serie beruht auf Olivers Streben nach Erfolg und Glück in oft absurden Situationen und der ungewohnten Umgebung: die ländliche Bevölkerung, seine pflegeintensive Frau und seine wohlhabende Mutter (Eleanor Audley), die ihn in der Folge The Wedding Anniversary wegen seiner landwirtschaftlichen Ambitionen verspottet.
Oliver wird auch von den Einwohnern von Hooterville, den „Hootervillians“, auf die Schippe genommen; beispielsweise wenn er mit leuchtenden Augen Monologe über „den amerikanischen Farmer“ hält – begleitet von einer Flöte, die im Hintergrund Yankee Doodle spielt, die jeder Charakter hören kann, mit Ausnahme von Oliver.
Lisa Douglas
Lisa und Oliver sind beide Veteranen des Zweiten Weltkriegs. In Wings Over Hooterville erinnert sie sich daran, wie sie sich kennengelernt haben: Sie war Unteroffizierin im ungarischen Untergrund und er Pilot der United States Army Air Forces, der aus seinem Flugzeug abspringen musste. In den folgenden Folgen gibt sie jedoch mehrere andere phantasievolle Versionen ihres „Kennenlernens“ wieder. In Eine königliche Liebesgeschichte ist er ein Tourist in Paris und sie ist eine Kellnerin/Reiseleiterin, die bei ihrem Vater, dem abgesetzten König von Ungarn, lebt.
Von ihrer wohlhabenden Familie verwöhnt, bieten ihre verzerrte Weltsicht und ihre häusliche Ignoranz einen fruchtbaren Boden für wiederkehrende Gags. In der Folge Alf und Ralph trennen sich gibt Lisa zu, dass sie nicht kochen kann und ihr einziges Talent darin besteht, Zsa Zsa Gabor zu imitieren (die beiden Schwestern wurden im wirklichen Leben oft miteinander verwechselt).

### Nebenfiguren
Mr. Eustace Haney
Der ölige, unehrliche örtliche Verkäufer, der Oliver ursprünglich die „Green Acres-Farm“ (früher „Old Haney Place“) verkauft hat. In den ersten Folgen profitiert Haney wiederholt von Oliver, indem er die gesamte Grundausstattung der Farm (Spülbecken, Badewanne, Herd, Kuh, Traktor, Pflug usw.) entfernt und sie zu völlig überhöhten Preisen an Oliver zurückverkauft bzw. vermietet. In den folgenden Folgen taucht Haney immer dann auf, wenn Oliver einen Gegenstand oder eine Dienstleistung benötigt, in der Regel mit einem eigens dafür angefertigten Schild, das auf ein grünes Rollo gemalt ist. Pat Buttram verriet später, dass Haneys Figur von Elvis Presleys Manager, „Colonel“ Tom Parker, inspiriert wurde.
Eb Dawson
Der liebenswerte, etwas naive, sarkastische junge Landarbeiter der Douglases. Er spricht die Douglases gewohnheitsmäßig mit „Dad“ und „Mom“ an, sehr zum Ärger von Oliver.
Fred und Doris Ziffel
Fred und Doris sind die kinderlosen älteren Nachbarn der Douglases. Sie haben ein Hausschwein namens Arnold, das sie wie ihren Sohn behandeln. Fred ist ein mürrischer, altmodischer Farmer, der während der Regierung von Grover Cleveland geboren wurde. Alles an ihm ist „no-nonsense“, bis auf die Tatsache, dass sein „Sohn“ Arnold ein Schwein ist.
Arnold Ziffel
Arnold ist ein Schwein, das die Ziffels wie einen Sohn behandeln, das Englisch versteht, im Haus lebt und verwöhnt wird. Jeder versteht Arnold, wenn er grunzt, als ob er Englisch sprechen würde, außer Oliver. Er ist ein begeisterter Fernsehzuschauer und Westernfan, besucht die örtliche Grundschule (mit seinem Bücherpaket im Mund) und unterschreibt mit seinem eigenen Namen auf Papier. Nur Oliver sieht in Arnold nur ein Schwein; er ertappt sich aber dabei, Arnold ebenfalls wie ein Kind zu behandeln. Arnold taucht im Laufe der Serie regelmäßig auf und besucht oft das Haus der Douglas’, um fernzusehen.
Alf und Ralph Monroe
Alf und sein „Bruder“ Ralph sind zwei streitsüchtige Tischler. In der Folge, in der sie vorgestellt werden, gesteht Alf, dass Ralph eigentlich seine Schwester ist, und erklärt, dass sie keine Aufträge bekommen würden, wenn die Leute wüssten, dass sie eine Frau ist. Die Monroes schließen nur selten Projekte ab, und die, die sie dann doch fertigstellen, sind Katastrophen; beispielsweise die Schiebetür des Schlafzimmerschranks der Douglases, die immer wieder herunterfällt, sowie ihre erfolglosen Versuche, einen Türknauf an der Haustür zu befestigen.
Nachdem sie in einer Folge versehentlich die Telefonleitung von Sam Drucker im Gemischtwarenladen durchgesägt haben, spleißen sie sie wieder zusammen; allerdings verkehrt herum, so dass Drucker in die Sprechmuschel hört und in den Hörer spricht.
Melton verließ 1970 während der vierten Staffel die Serie, um bei Make Room For Granddaddy mitzuspielen; die Autoren entwickelten eine Nebenhandlung, in der es um die Versuche von Schwester Ralph ging, die Zuneigung von „Hanky“ Kimball – oder einem anderen glücklosen Junggesellen aus Hooterville – zu gewinnen. Alf kehrt später zu Ralphs gescheiterter Hochzeit mit Kimball zurück.
Sam Drucker
Ein Ladenbesitzer, der sowohl in Petticoat Junction als auch in Green Acres eine feste Figur ist; im Vorspann von Petticoat Junction ist sein Laden zu sehen. Drucker ist außerdem Zeitungsredakteur und Drucker, freiwilliger Feuerwehrmann bei der Freiwilligen Feuerwehr von Hooterville, Notar, Wachtmeister, Friedensrichter und Postmeister. Als Redakteur des Hooterville World Guardian sind seine Schlagzeilen oft Jahrzehnte alt. Drucker ist einer der wenigen Einwohner, der von Olivers ländlichem Patriotismus inspiriert ist. Er ist wohl der „normalste“ der Bürger von Hooterville und Vermittler zwischen Olivers Idealismus und den hinterwäldlerischen Vorstellungen der Bürger der Gemeinde.
Hank Kimball
Kimball ist eine Parodie auf regionale Regierungsbürokraten und Angestellte des öffentlichen Dienstes. Hank ist ein oft verwirrter Landwirtschaftsvertreter, der die Leute in unsinnige Gespräche verwickelt, den Faden verliert und dann die Szene verlässt. Die Serie war Berichten zufolge eine der ersten vorproduzierten Sitcoms, in der während der Dreharbeiten ausgiebig mit Stichwortkarten gearbeitet wurde; Moore erzählte später, dass er sie als unschätzbar wertvoll empfand, wenn er Kimballs verworrene, abschweifende und schnell ablaufende Dialoge vortragen musste.
Eunice Douglas
Eunice ist Olivers Mutter, die mehr auf der Seite ihrer Schwiegertochter zu stehen scheint als auf der ihres Sohnes. Sie ist entsetzt über die Aussicht, dass Oliver und Lisa nach Hooterville ziehen, und versucht oft, Lisa davon zu überzeugen, mit ihr nach New York City zurückzukehren und dem primitiven Leben auf der Farm zu entkommen (oder wie sie es ausdrückt: „Komm zurück nach Amerika“). Eunice ist eine wiederkehrende Figur in den ersten vier Staffeln der Serie. Audleys Rolle in Green Acres wurde oft mit der von ihr verkörperten Direktorin der Potts-Schule, Millicent Schuyler-Potts, aus The Beverly Hillbillies verglichen; in der „Potts-Schule“ besuchte Jethro die fünfte und sechste Klasse.

### Die Bewohner von „Petticoat Junction“
Die Besitzerin des Shady Rest Hotel, Kate Bradley, erscheint in einigen frühen Folgen. Sie versucht Lisa an das Landleben zu gewöhnen; von ihr hat Lisa auch das Rezept für „Hotcakes“ erhalten, aus dem später Lisas berüchtigte „Hotscakes“ werden. Onkel Joe Carson (Edgar Buchanan), der bald ein romantisches Interesse an Olivers Mutter entwickelt, sieht man manchmal beim Damespiel, beim Faulenzen oder beim Schnorren von Obst in Druckers Laden; dort sind auch die „Petticoat Junction“-Stammgäste Newt Kiley und Zugführer Floyd Smoot regelmäßig anzutreffen. Betty Jo Bradley (Linda Kaye Henning) tritt in einer Folge als Eb Dawsons Freundin auf; ihre Schwester Bobbie Jo (Pat Woodell) erscheint in der gleichen Folge. Die blondhaarige Billie Jo (Jeannine Riley) ist die einzige Bradley-Schwester aus Petticoat Junction, die nie in Green Acres auftrat. Der Westernschauspieler Smiley Burnette hatte 1965 und 1966 mehrere Gastauftritte als Eisenbahningenieur Charley Pratt; Burnette und Pat Buttram waren beide komische Sidekicks des „Singenden Cowboys“ Gene Autry in seinen Western der 1950er Jahre.

### Gastauftritte
Während der sechs Staffeln hatten viele bekannte Schauspieler Gastauftritte in der Serie, darunter John Charles Daly, Elaine Joyce, Gary Dubin, Herbert Anderson, June Foray, Robert Cummings, Samuel Edwards, Jerry Van Dyke, J. Pat O’Malley, Johnny Whitaker, Jesse White, Al Lewis, Gordon Jump, Bernie Kopell, Len Lesser, Bob Hastings, Don Keefer, Don Porter, Alan Hale junior, Melody Patterson, Rusty Hamer, Regis Toomey, Heather North, Allan Melvin, Parley Baer, Jack Bannon, Reginald Gardiner, Rick Lenz, Al Molinaro, Pat Morita sowie Rich Little in einem Cameo-Auftritt.

## Ausstrahlung und Episoden
Zwischen dem 15. September 1965 und dem 27. April 1971 wurde Green Acres auf dem US-amerikanischen Fernsehsender CBS ausgestrahlt. Im deutschsprachigen Raum kam es weder zu einer Ausstrahlung im Fernsehen, noch liegt eine deutschsprachige Fassung der Fernsehserie vor.
| Staffel | Folgen | Erstausstrahlung   | Letzte Ausstrahlung | DVD (Region 1)    | Nielsen-Rang | Bewertung |
| ------- | ------ | ------------------ | ------------------- | ----------------- | ------------ | --------- |
| 1       | 32     | 15. September 1965 | 1. Juni 1966        | 13. Januar 2004   | 11           | 24,6      |
| 2       | 30     | 14. September 1966 | 26. April 1967      | 8. März 2005      | 6            | 24,6      |
| 3       | 30     | 6. September 1967  | 10. April 1968      | 6. Dezember 2005  | 15           | 22,8      |
| 4       | 26     | 25. September 1968 | 2. April 1969       | 28. November 2017 | 19           | 21,6      |
| 5       | 26     | 27. September 1969 | 11. April 1970      | 27. Februar 2018  | 36           | 19,2      |
| 6       | 26     | 15. September 1970 | 27. April 1971      | 10. Juli 2018     | -            | -         |

MGM Home Entertainment veröffentlichte die ersten drei Staffeln von Green Acres zwischen 2004 und 2005 auf DVD (Region 1). Die erste Staffel erschien zudem am 15. Januar 2007 in der Region 2.
Am 7. Juli 2017 gab der Distributor Shout! Factory bekannt, die Rechte für die Veröffentlichung zukünftiger Staffeln der Serie erworben zu haben. Daraufhin wurde Green Acres – The Complete Series am 17. Oktober 2017 auf DVD in der Region 1 veröffentlicht. Staffel 4 folgte am 28. November 2017, Staffel 5 erschien am 27. Februar 2018 und Staffel 6 am 10. Juli 2018.

## Fernsehfilme

### Zoff in Hooterville
Die verbliebenen Schauspieler der ursprünglichen Besetzung wurden für den Fernsehfilm Zoff in Hooterville (Return to Green Acres) wiedervereint; mit Ausnahme von Eleanor Audley, die sich bereits zwanzig Jahre zuvor von der Schauspielerei zurückgezogen hatte. Der Film wurde am 18. Mai 1990 erstmals auf CBS ausgestrahlt und von Orion Televison Entertainment vertrieben, Nachfolgerin der Produktionsfirma Filmways.
In Zoff in Hooterville, der zwei Jahrzehnte nach der Serie spielt, leben Oliver und Lisa wieder in New York City, fühlen sich dort aber nicht wohl. Die Bewohner von Hootervill bitten sie zurückzukehren, um gemeinsam den Plan von Mr. Haney und eines reichen und hinterhältigen Bauunternehmers (gespielt von Henry Gibson) zu vereiteln, an der Stelle der Stadt ein Industriegebiet zu bauen; Haney vertreibt zudem einen russischen Wunderdünger namens „Gorby Grow“, in Anspielung auf die politischen Verhältnisse zur Entstehungszeit des Films. Die Monroe-Brüder haben – als fortgesetzten Running Gag der Serie – das Schlafzimmer der Douglas’ immer noch nicht fertiggestellt und Arnold, inzwischen zwanzig Jahre alt, lebt bei einer Nichte der „Ziffels“.
Die Synchronisation des Films wurde 1995 von Interopa Film in Berlin erstellt:
| Rollenname             | Schauspieler        | Synchronsprecher         |
| ---------------------- | ------------------- | ------------------------ |
| Alf Monroe             | Sid Melton          | Joachim Röcker           |
| Arleen                 | Tippi Hedren        | Evelyn Meyka             |
| E. Mitchell Armstrong  | Henry Gibson        | Friedrich Georg Beckhaus |
| Eb Dawson              | Tom Lester          | Michael Pan              |
| Eustace Haney          | Pat Buttram         | Gerd Duwner              |
| Flo                    | Lucy Lee Flippin    | Margot Rothweiler        |
| Hank Kimball           | Alvy Moore          | Peter Panhans            |
| Jeb                    | Mark Ballou         | Alexander Doering        |
| Lisa Douglas           | Eva Gabor           | Evelyn Gressmann         |
| Oliver Wendell Douglas | Eddie Albert        | Jochen Schröder          |
| Ralph Monroe           | Mary Grace Canfield | Barbara Ratthey          |
| Ruthie                 | Sally Kemp          | Edeltraut Elsner         |
| Sam Drucker            | Frank Cady          | Hans-Ulrich Lauffer      |

### The Legend of the Beverly Hillbillies
Eddie Albert und Eva Gabor ließen ihre Rollen aus Green Acres 1993 erneut in The Legend of the Beverly Hillbillies aufleben.

## Würdigungen
Im Jahr 1984 veranstaltete die USC School of Cinematic Arts zu Ehren von Jay Sommers eine Retrospektive von Green Acres. Die Doppelfolge A Star Named Arnold Is Born wurde 1997 von TV Guide auf Platz 59 der „100 besten [Fernsehserien-] Folgen aller Zeiten“ gewählt.